# Hurry Up Tomorrow
Hurry Up Tomorrow je šesté studiové album kanadského zpěváka The Weeknda. Album bylo vydáno 31. ledna 2025 skrze nahrávací společnosti XO a Republic Records. Jedná se o poslední z trilogie alb po After Hours (2020) a Dawn FM (2022).